# Museo Rossimoda della calzatura
Il Museo della Calzatura di Villa Foscarini Rossi si trova nella villa padronale del complesso architettonico seicentesco Villa Foscarini Rossi a Stra lungo la Riviera del Brenta in provincia di Venezia. Il museo si occupa di calzature e storia del costume e raccoglie una collezione di oltre 1700 modelli di calzature femminili di lusso, prodotte dal calzaturificio omonimo in collaborazione con case di alta moda.

## Storia
Il Museo nasce nel 1993 per volontà di Luigino Rossi, fondatore del calzaturificio Rossimoda che produce calzature femminili di lusso. Nato in origine per documentare la storia imprenditoriale dell'azienda, ha poi assunto un ruolo più ampio di documentazione sulla tradizione calzaturiera tipica della Riviera del Brenta, oltre a raccogliere esemplari di calzature antiche della tradizione veneta e di altre provenienze geografiche.
Dal 2003 il museo è stato acquisito dal gruppo finanziario del lusso LVMH assieme all'azienda.
Il Museo della Calzatura è uno dei partner che contribuiscono al progetto di biblioteca digitale Europeana Fashion, per il quale ha fornito 12.000 immagini digitalizzate provenienti dal suo archivio che a partire dal marzo 2015 saranno accessibili in linea.

## Collezioni
Il museo è uno dei pochi musei italiani dedicati alle calzature. È recensito nei repertori di musei aziendali e considerato rilevante nella sua specificità.
Esso conserva più di 1700 modelli, la maggioranza dei quali testimonia la collaborazione dell'impresa con stilisti di tutto il mondo.
In uno spazio espositivo di circa 700 metri quadri, distribuito su due piani in saloni seicenteschi, sono conservati i prototipi delle collaborazioni dell'azienda con case di moda internazionali, da Dior a Yves Saint Laurent, da Givenchy a Ungaro, a Fendi, Christian Lacroix, Pucci, Calvin Klein, Porsche e altre.

Sono esposti pezzi rappresentativi della storia aziendale, del periodo storico e del contesto sociale o perché notevoli dal punto di vista tecnico ed artigianale.
Al piano terra è rappresentato il minimalismo di designer americani come Donna Karan, Marc by Marc Jacobs e Porsche, mentre al piano superiore sono visibili i prodotti di designer mediterranei come Emilio Pucci, Yves Saint Laurent, Givenchy, Dior, Roger Vivier, Fendi, Lacroix, Céline e Kenzo, aventi più spazio data la longevità delle loro collaborazioni con l'azienda.
Ai modelli di calzature si aggiungono stampe, schizzi e sculture della collezione privata d'arte di Luigino Rossi: gli originali schizzi di Christian Lacroix e Karl Lagerfeld, le riproduzioni delle stampe di Andy Warhol,  e le cartes de vœux di Yves Saint Laurent.

## Galleria d'immagini

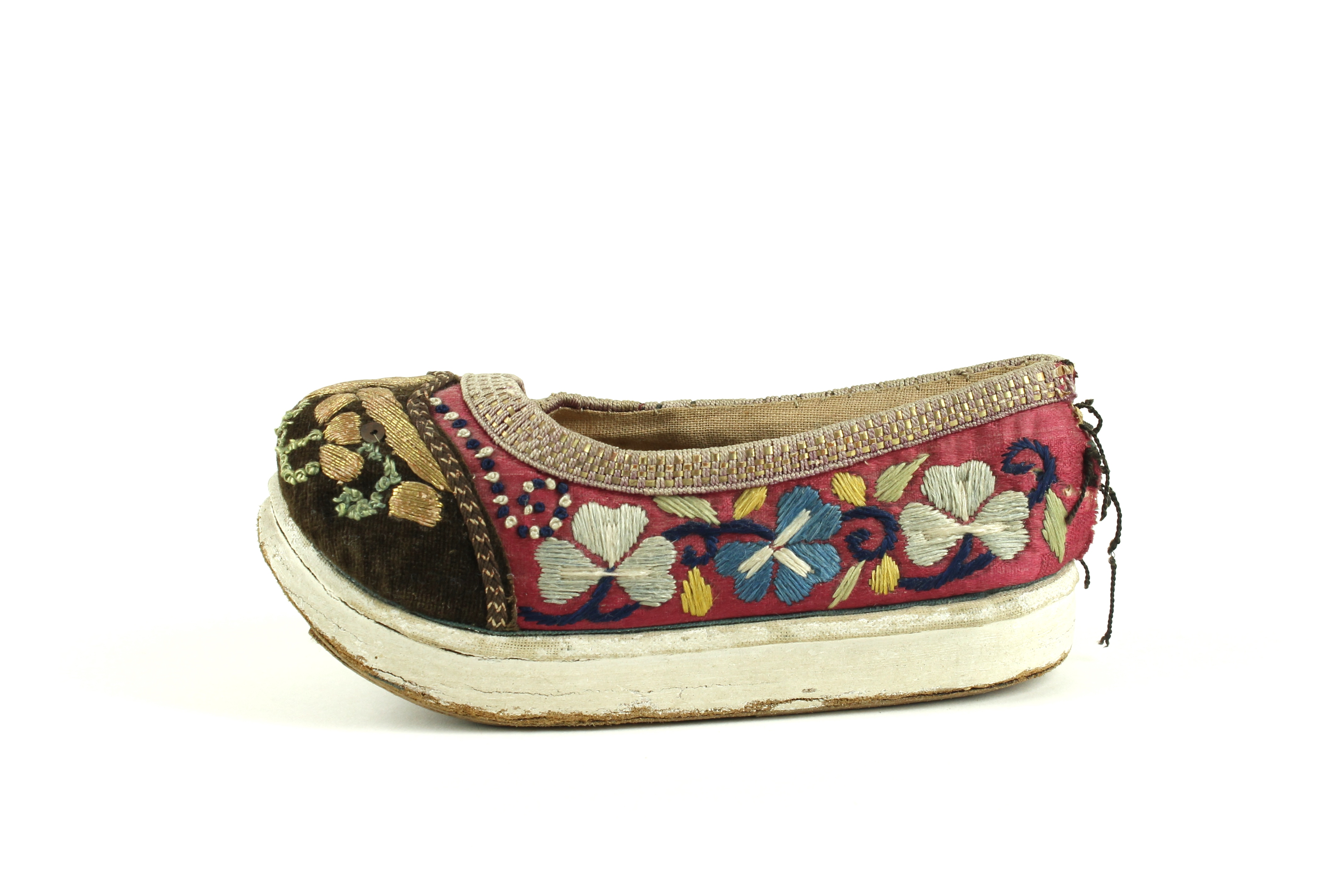
Calzatura da bambino utilizzata dalle famiglie dei dignitari cinesi con suola in legno e tomaia ricamata, Cina.
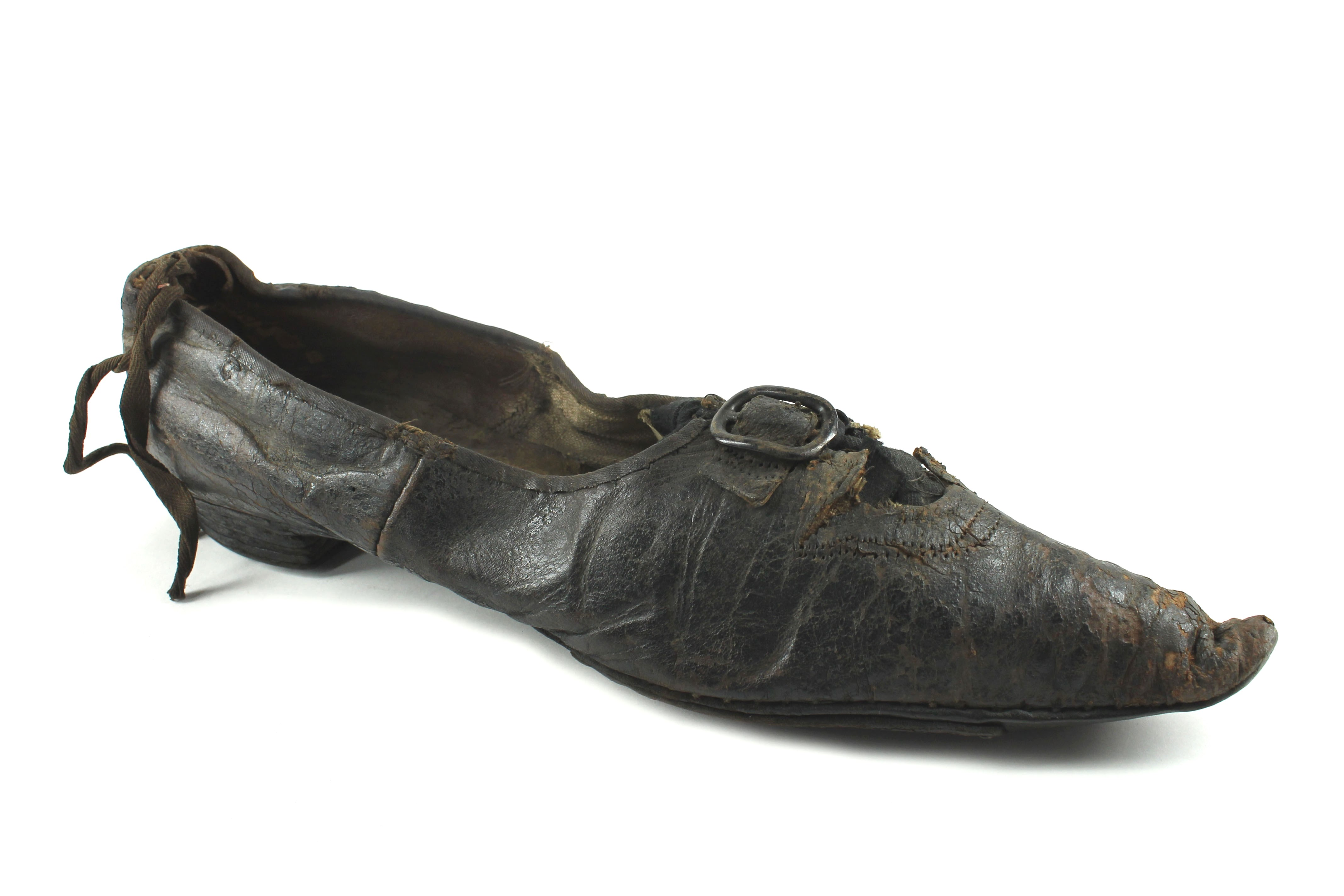
Calzatura maschile in pelle marrone con punta allungata, inizio del XVII secolo.
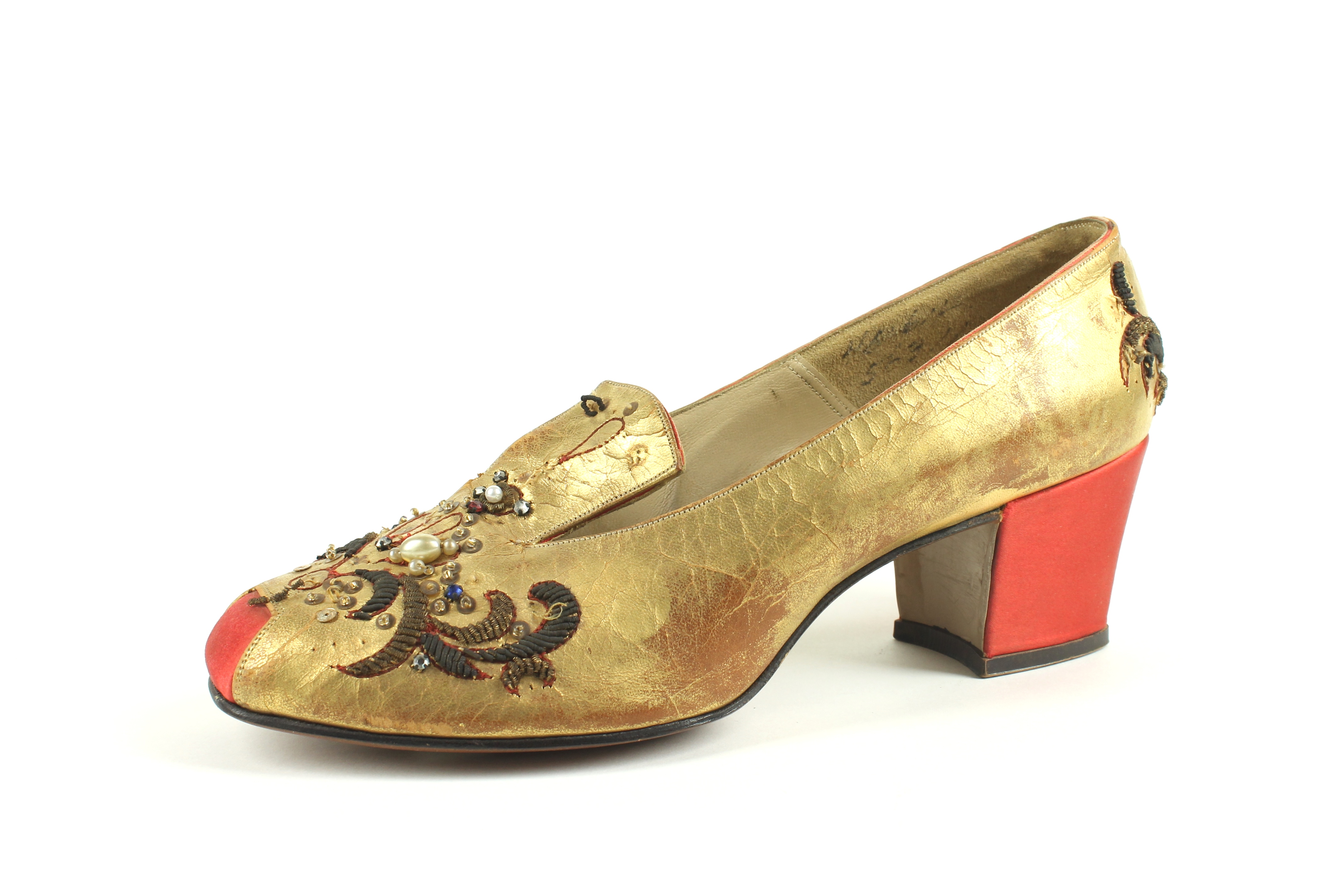
Calzatura elegante in capretto, lamè e raso rosso, XVIII secolo.
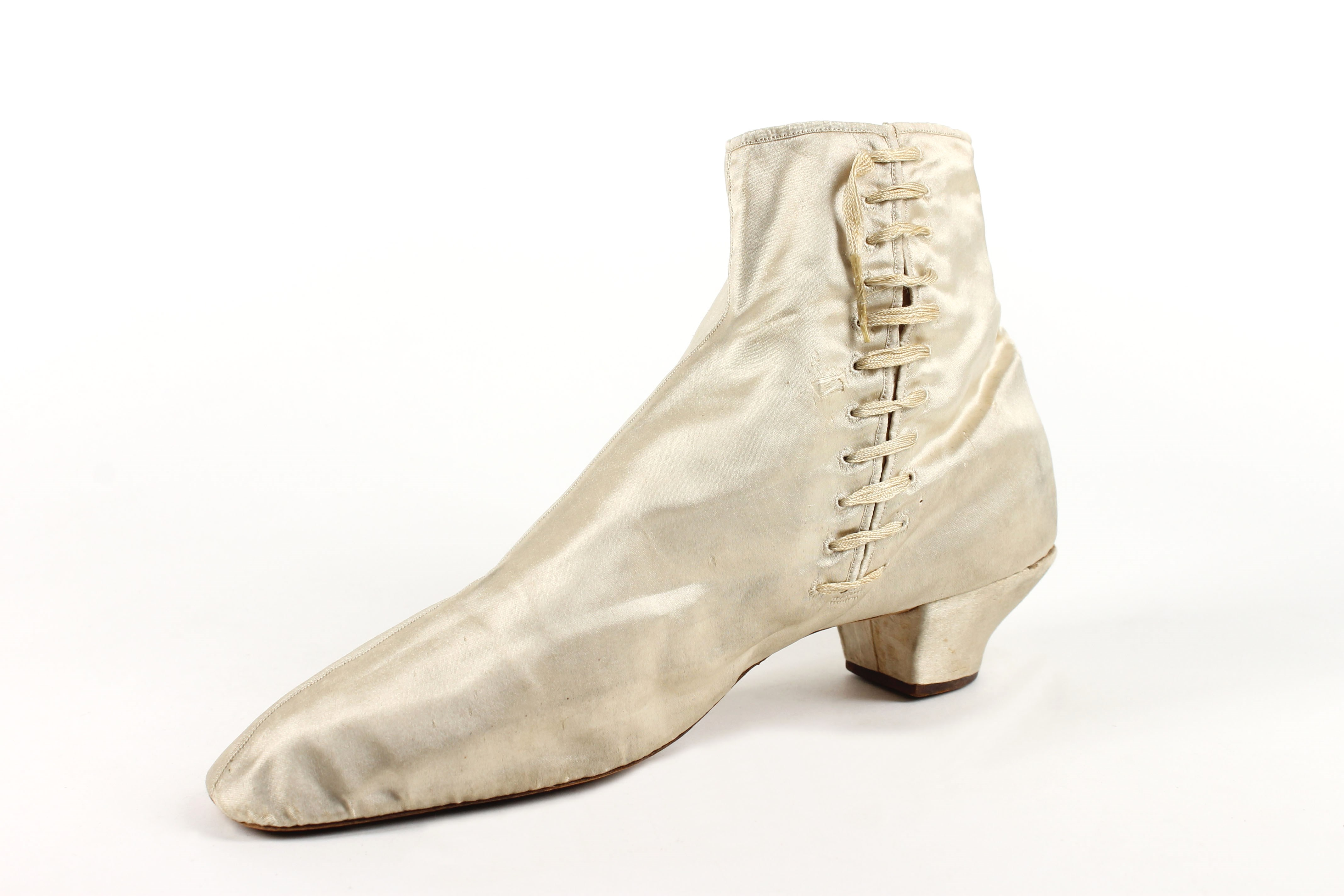
Stivaletto femminile in tessuto con lacci laterali. Inizio XIX secolo.